# حسین علی (بازیکن فوتبال اهل مصر)
حسین علی (زادهٔ ۱۹ مارس ۱۹۸۲) یک بازیکن فوتبال اهل مصر است.

## باشگاهی
از باشگاه‌هایی که در آن بازی کرده‌است می‌توان به باشگاه ورزشی الاهلی مصر اشاره کرد.

## تیم ملی
وی همچنین در تیم‌های ملی فوتبال زیر ۱۷ سال مصر، زیر ۲۰ سال مصر و بزرگسالان مصر بازی کرده است.